# لويز ووكر
لويز ووكر (بالألمانية: Luise Walker)‏ هي ملحنة وعازفة قيثارة وأستاذة جامعية نمساوية، ولدت في 9 سبتمبر 1910 في فيينا في النمسا، وتوفي بنفس المكان في 30 يناير 1998.

## وصلات خارجية
- لويز ووكر على موقع ميوزك برينز (الإنجليزية)
- لويز ووكر على موقع ديسكوغز (الإنجليزية)